# Polvitz
Polvitz ist ein Ortsteil der Ortschaft Wannefeld der Hansestadt Gardelegen im Altmarkkreis Salzwedel in Sachsen-Anhalt.

## Geografie
Das altmärkische Dorf Polvitz liegt dreieinhalb Kilometer nördlich von Wannefeld und knapp vier Kilometer nordwestlich von Letzlingen an der Milde. Im Norden liegt der 76 Meter hohe Blaue Berg, im Westen der knapp 92 Meter hohe Weinberg.
Die Polvitzer Teiche östlich des Dorfes sind durch den Abbau von Torf entstanden.

## Geschichte

### Mittelalter bis Neuzeit
Im Jahre 1454 wird dat wüste dorp Poluiz erstmals erwähnt. Das Dorf war bis 1945 in Besitz der von Alvensleben und gehörte seit 1620 zur Linie Isenschnibbe. Im Jahre 1600 wird ein Vorwerk Polwitz genannt, welches der Bürgerfamilie Uhden in Gardelegen zustand. 1745 gab es eine Schäferei und zwei Fischerhäuser, 1775 war ein Kolonistendorf mit einer Wassermühle entstanden. 1833 wird berichtet von einem Gut und einem Bethaus, in dem viermal jährlich Gottesdienste stattfanden. 1842 ist von einem landtagsfähigen Rittergut die Rede. An der Milde im Nordosten des Dorfes im Wald standen zwei Wassermühlen, die Kenzendorfer Mühle (heute Kenzendorf) und die Neue Mühle (heute Neuemühle). Im 19. Jahrhundert entstanden die Landgemeinde Polvitz-Neuemühle (1885 genannt) und der Gutsbezirk Polvitz-Kenzendorf. Die noch zu Anfang des 20. Jahrhunderts in Polvitz benutzte Kapelle wurde 1945 abgerissen. Die Glocke der Kirche wurde später in  Wannefeld als Schulglocke zweckentfremdet. Heute hängt sie im Glockenturm der Trauerhalle des Friedhofs in Wannefeld. Sie wurde vor Jahrzehnten von Hilka Hoppe, geborene Mechthild von Alvensleben, gestiftet.

### Gutshaus
Hans-Detloff v. Kalben beschrieb das alte Herrenhaus in Polvitz im Jahre 1959: „Es lag auf der Halbinsel eines künstlichen Stausees. Beiderseits des Hauptparterres, das die Wohn- und Schlafräume enthielt, lagen der Saal und Pavillons. Die einstöckigen Gebäude bestanden aus verputztem Fachwerk mit Stuck und Holzschnitzerei. Die bleigedeckten Flachdächer waren von statuenbesetzten Balustraden umgeben, die Innenräume mit Deckenbildern, Stuckaturen und Gemälden dekoriert, eine Art improvisierter Theaterarchitektur. Bildergalerie und Orangerie formten mit dem Saalbau einen Ehrenhof. Davor lagen nach Westen beiderseits der Einfahrt die Wirtschaftsgebäude. Ein Stück des Weges nach Gardelegen wurde von einer Statuenreihe verschönt. Auf einer künstlichen Insel im Stausee der Milde standen in einem Ziergarten zwei kleine Gebäude, »Belvedere« und »Fischerhaus«.  Dieses kleine Juwel der damaligen Baukunst schuf Friedrich Wilhelm v. Alvensleben 1692, »durch die Schönheit der Lage angezogen«; er hat wohl als Vorbild Haus und Park Marly, die Schöpfung Ludwigs XIV, benutzt.“

### Landwirtschaft
Bei der Bodenreform wurden 1945 wurden erfasst: Eine Besitzung mit 153 Hektar (davon 81 Hektar Wald) und acht Besitzungen unter 100 Hektar mit zusammen 33 Hektar. Enteignet wurden die 153 Hektar der Hospitalstiftungen Gardelegen. Das Land wurde an städtische Verwaltungsorgane übergeben, von der Försterei Kenzendorf gingen 50 Hektar Ackerland an die städtischen Verwaltungsorgane Gardelegen. Aufgeteilt wurden 75 Hektar auf 22 landarme Bauern mit Besitz unter fünf Hektar, 52 Hektar auf sieben landlose Bauern und Kleinpächter. 3,67 Hektar erhielt ein Industriearbeiter. Außerdem wurden 728 Hektar Wald als Versuchsrevier der Provinzialverwaltung zugeteilt. Im Jahre 1986 gab es eine LPG (T) Letzlingen mit der Brüterei Polvitz.

### Eingemeindungen
Am 30. September 1928 wurde der Gutsbezirk Polvitz-Kenzendorf mit der Landgemeinde Wannefeld zur Landgemeinde Wannefeld vereinigt. So kamen das Rittergut Polvitz und das Forsthaus Kenzendorf zu Wannefeld.
Am 20. Juli 1950 wurde die bis dahin eigenständige Gemeinde Polvitz-Neuemühle nach Wannefeld eingemeindet. Damit kamen der Ortsteil Polvitz und der Wohnplatz Neuemühle zur damaligen Gemeinde Wannefeld.
Mit der Eingemeindung von Wannefeld nach Gardelegen am 1. Januar 2010 kam der Ortsteil Polvitz zur neuen Ortschaft Wannefeld und zur Hansestadt Gardelegen. Neuemühle und Kenzendorf blieben beim Ortsteil Wannefeld.

### Einwohnerentwicklung

#### Polvitz
| Jahr | Einwohner |
| ---- | --------- |
| 1772 | 06        |
| 1774 | 18        |
| 1790 | 32        |
| 1798 | 33        |
| 1801 | 33        |
| 1818 | 54        |

| Jahr | Einwohner |
| ---- | --------- |
| 1840 | 58        |
| 1864 | 22        |
| 1925 | 08        |
| 1939 | 10        |
| 1946 | 66        |
| 2012 | [00]30    |

| Jahr | Einwohner |
| ---- | --------- |
| 2017 | [00]37    |
| 2021 | [0]39     |
| 2022 | [0]57     |

#### Landgemeinde Polvitz-Neuemühle
| Jahr | Einwohner |
| ---- | --------- |
| 1871 | 22        |
| 1885 | 15        |
| 1895 | 09        |
| 1905 | 08        |

#### Gutsbezirk Polvitz-Kenzendorf
| Jahr | Einwohner |
| ---- | --------- |
| 1871 | 33        |
| 1885 | 36        |
| 1895 | 31        |
| 1905 | 21        |

Quelle bis 1946, wenn nicht angegeben:

## Religion
Die evangelischen Christen der Kirchengemeinde Polvitz gehörten zur Pfarrei Roxförde. Sie werden heute vermutlich vom Pfarrbereich Letzlingen betreut, zu dem Roxförde gehört, das im Kirchenkreis Salzwedel im Propstsprengel Stendal-Magdeburg der Evangelischen Kirche in Mitteldeutschland liegt.

## Soziales
Das im Jahre 1930 erbaute Gutshaus wurde nach 1945 als Kinderheim genutzt und beheimatet heute das Kinder- und Jugendhaus Polvitz des Jugendförderungszentrums Gardelegen e. V.

## Persönlichkeiten
- Gebhard Johann von Alvensleben (1701–1747). Nach einer Inschrift auf einem Epitaph in der Kirche zu Eimersleben starb der Eigentümer des Gutes am 23. Mai 1747 in Polvitz. Er war Königlich Preußischer Rittmeister, Ritter des Johanniterordens und designierter Kommendator zu Wietersheim.[18]